# Anes Rušević
Anes Rušević (serbisch-kyrillisch Анес Рушевић; * 2. Dezember 1996 in Novi Pazar, SFR Jugoslawien) ist ein serbischer Fußballspieler.

## Karriere

### Verein
Rušević durchlief alle Jugendmannschaften von FK Novi Pazar. In der Saison 2014/15 war er mit 21 Toren der beste Torschütze der serbischen Junioren-Fußballliga. Durch seine guten Leistungen in der Junioren-Fußballliga erhielt er in der Profimannschaft von Novi Pazar einen Dreijahresvertrag, den er am 15. Juli 2015 unterschrieb. In Novi Pazar etablierte er sich mit 18 Jahren schnell zum Stammspieler. Für Novi Pazar absolvierte er insgesamt 40 Pflichtspiele und schoss dabei 6 Tore. Am 22. Januar 2017 verließ er Novi Pazar und wechselte in der belarussischen Wyschejschaja Liha zu BATE Borissow, wo er einen Dreijahresvertrag unterschrieb. Mit BATE wurde er nationaler Meister und Superpokalsieger. Nach nur einer Saison verließ er BATE wieder. Er kehrte in die Serbische Superliga zurück und wechselte am 19. Januar 2018 zu Napredak Kruševac. Weitere Stationen in der Heimat waren anschließend noch der FK Proleter Novi Sad sowie FK Javor Ivanjica. Es folgten ab 2022 Rabotnički Skopje in der Prva Makedonska Liga, Schetissu Taldyqorghan aus Kasachstan und aktuell steht Rušević beim rumänischen Erstligisten Oțelul Galați unter Vertrag.

### Nationalmannschaft
Am 9. Juni 2017 absolvierte der Stürmer eine Partie für die serbische U-21-Nationalmannschaft gegen Griechenland. Beim 3:1-Testspielsieg im heimischen Novi Sad wurde er in der 65. Minute für Ivan Šaponjić eingewechselt.

## Erfolge
- Belarussischer Meister: 2017
- Belarussischer Superpokalsieger: 2017